# مليبار الهولندية

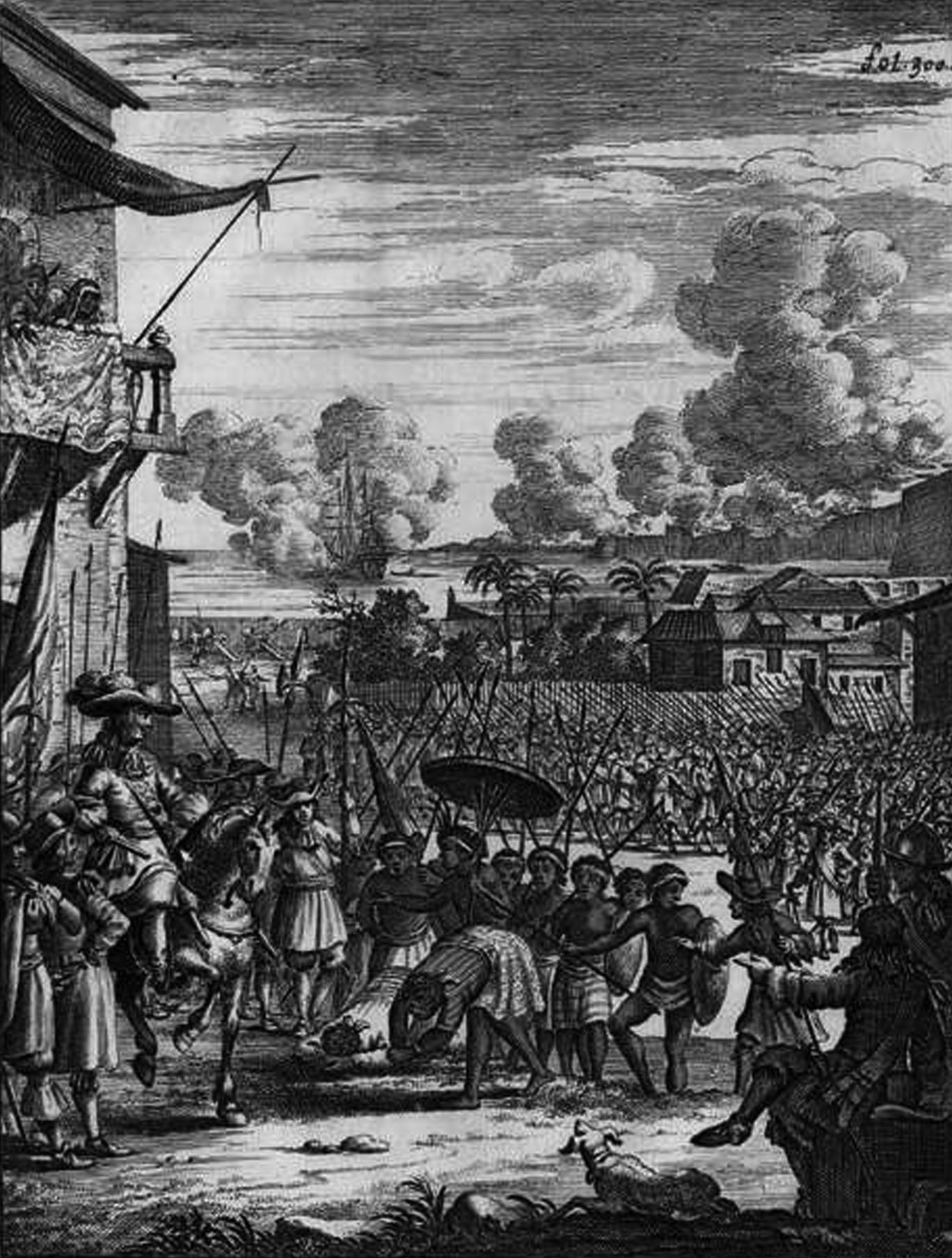
كولام حكام يستسلمون للهولنديين Quilon

مليبار الهولندية تعرف أيضاً باسم أشهر مستوطناتها كوتشي (كيرالا)، كان لقب وصية شركة الهند الشرقية الهولندية على ساحل مليبار بين عام 1661 وعام 1795، وهو اليوم جزء مما هو اليوم الهند الهولندية.